# Есипова, Анна Николаевна
А́нна Никола́евна Е́сипова (31 января [12 февраля] 1851, Санкт-Петербург — 5 [18] августа 1914, там же) — российская пианистка и музыкальный педагог.
B 1871—1892 годах жила за границей, часто выступала c концертами в России. C триумфом гастролировала во многих странах Европы и в США.

## Биография
В 13 лет была принята в Петербургскую консерваторию в класс А. И. Виллуана; весной 1865 года была переведена в класс к К. К. Фан-Арку, а с 1866 года в класс Ф. О. Лешетицкого, второй женой которого она стала в 1880 году.
Успешно дебютировала в 1868 году в Зальцбурге. 
2 ноября 1869 года состоялось первое выступление Есиповой в Петербурге: она исполнила 4-й концерт Бетховена для фортепиано с оркестром под управлением Э. Ф. Направника. 
23 мая 1871 года Анна Есипова окончила с золотой медалью полный курс, как по специальному, так и по обязательным предметам.
С 1871 года жила, преимущественно, за границей, — объехала почти все страны мира. Критики отмечали лёгкость и изящность исполнения, певучее звучание инструмента. В её репертуаре — сочинения Ф. Шопена, Ф. Шуберта, Ф. Мендельсона, В. Моцарта, Л. Бетховена, а также пьесы салонно-виртуозного характера. В 1875 году А. С. Фамицын отметил:

При всей ровности, при всей изящности и законченности исполнения артисткою сочинений всех школ мы полагаем, что к главной специальности её принадлежат именно сочинения Шопена
— О концерте г-жи А. Н. Есиповой // Музыкальный листок. — 1875. — № 15.
Постоянными творческими спутниками Есиповой, в ансамбле, были К. Давыдов, Л. Ауэр и А. Вержбилович. Играла, в частности, в четыре руки с Антоном Рубинштейном.
Как отмечал впоследствии Г. М. Коган:

Есипова — пианистическое явление, выходящее за пределы своего времени и своей страны. [Она] в течение двадцати с лишним лет изъездила с концертами весь мир. Успех её был огромен. Париж и Лондон, немецкие и американские города восторженно рукоплескали русской пианистке. Это не был только личный триумф Есиповой: это была важная веха в росте мирового значения русского пианистического искусства. До Есиповой только один русский пианист широко прославился за границей — Антон Рубинштейн. Но Рубинштейна ещё можно было рассматривать как одиночку, как блестящее исключение, как гениального самородка. Игра Есиповой засвидетельствовала перед всем светом наличие в России родника пианистических талантов, замечательной школы, высокой пианистической культуры.

После развода с Лешетицким в 1892 году Есипова вернулась в Россию, заняв место профессора фортепиано в Санкт-Петербургской консерватории. Сторонница активной пальцевой техники.
В начале преподавания в классе Есиповой было двенадцать учеников, а через несколько лет в него входило уже 42 студента. Среди её учеников в разное время были: Ольга Калантарова, Гавриил Романовский, Томас де Гартман, Альфред Мерович, Владимир Дроздов, Сергей Тарновский, Леонид Крейцер, Юзеф Турчинский, Наталья Позняковская, Анастасия Абдушели-Вирсаладзе, Александр Боровский, Борис Захаров, Александр Зейлигер, Сергей Прокофьев; также у неё обучались: Исидор Ахрон, Симон Барер, Мария Юдина; брал уроки Борис Фомин.
По мнению Г. М. Когана:

Есипова буквально царила в Петербургской консерватории… Попасть в класс Есиповой сделалось заветной мечтой каждого молодого пианиста в Киеве и Саратове, Ростове и Екатеринбурге. Двадцать лет работы Есиповой в Петербургской консерватории — золотая пора в истории русского пианистического образования, оказавшая заметное воздействие на мировое пианистическое искусство.

### Семья
Сын Евгений Иванович Ильин (1877—1915) — пианист; был женат на ученице матери — Ольге Калантаровой.
Мать и сын были похоронены на Никольском кладбище Александро-Невской лавры. В 1948 году перезахоронены в «Некрополе мастеров искусств»; тогда же на могиле была установлена скульптурная композиция А. Аргенти, выполненная в 1900 году (с утраченными крыльями ангела и крестом).
Младший брат — Владимир Николаевич Есипов

## Комментарии
1. ↑  Есиповой был придуман способ «серебряной монеты»: когда студент упражнялся в игре на рояле для тренировки пальцев, она ему на тыльную сторону ладони клала серебряную монету и если во время игры монета не падала, Есипова в виде награды дарила её студенту.